# Gafanha da Nazaré
Gafanha da Nazaré è una città e freguesia portoghese del comune di Ílhavo situato nel distretto di Aveiro.
Si estende su una superficie di 15,65 km² e, secondo il censimento del 2001, conta 14 021 abitanti.

## Quartieri
- Bebedouro
- Cale da Vila
- Cambeia
- Chave
- Forte da Barra
- Marinha Velha
- Praia da Barra
- Remelha